# Just Me (fragancia)
Just Me es una fragancia de hombre y mujer de Parlux Fragrances, y es el segundo perfume aprobado por Paris Hilton, seguido de Paris Hilton y de Heriess/Heir.
La fragancia para mujer posee una mezcla de Frambuesas, Bergamota, Pimienta Rosa, Violeta, Lirios del Valle, iris, Pétalos de Fressia, Rosa Blanca, Climbing Ylang Ylang, Vainilla de Tahití, Sándalo Egipcio, Amizcle de Piel Multifacético, y Blonde Woods Accord.
La fragancia para hombre posee una mezcla de Bergamota Siciliana, Ralladura de Limón, Mandarina, Black Currant, Limón, Salvia y Clove Bud.